# Picarones
I picarones sono un antipasto o dolce peruviano a base di farina di grano mischiata con zucca e in qualche occasione con patata dolce, a forma di anello, bagnato poi con salsa chancaca. È un piatto tradizionale della gastronomia peruviana che, a differenza di altri antipasti, può essere consumato sia a pranzo che a metà pomeriggio.

## Storia

### In Perù
Questo piatto affonda le proprie origini nei tempi del Vicereame del Perù. Probabilmente è un adattamento dei buñuelos spagnoli che consumavano i conquistatori e gli schiavi.
Derivano dall'unione della zucca e della patata dolce (di tradizione inca ed autoctoni del Perù) con ingredienti importati dai conquistadores spagnoli, come la farina di grano.
Venivano offerti durante la processione del Signore dei miracoli a Lima, dove sin dal XVII secolo si preparavano anticucho, choncholíes e  picarones con miele. Questa tradizione venne conservata per 300 anni fino ai giorni nostri e si svolge durante il mese di ottobre.
Il pittore Pancho Fierro ne mostra l'esistenza in alcuni acquarelli del 1807, ed il tradizionalista peruviano Ricardo Palma descrive i picarones nel suo libro Tradiciones Peruanas pubblicato nel 1833.
Durante i primi anni della Repubblica del Perù, il consumo di dolci era molto diffuso nella città di Lima, sia durante le feste che nei giorni comuni. Già da allora i picarones erano un piatto venduto nei negozi, sulle strade, abitudine tuttora in uso.

## Preparazione
Sono preparati a base di una massa composta da zucca, farina di grano, latte, maizena e lievito, che viene dapprima precotta e fatta raffreddare, per poi essere fritta in olio facendole prendere la forma di anelli.
Una volta fritte, le ciambelline vengono bagnate con miele di chancaca e arancia prima di essere servite.